# Bojko (popolo)

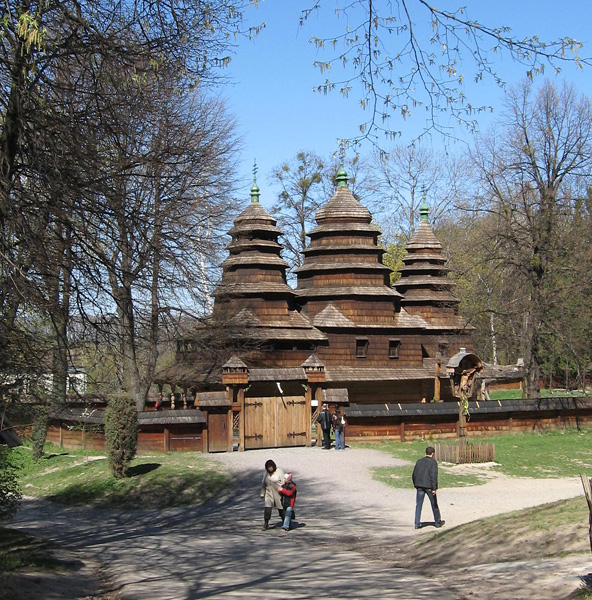
Tipica chiesa in legno

I Bojko o Boiko sono un gruppo etnico che abita le montagne e gli altipiani dei Carpazi. Abitano la sezione centrale ed occidentale dei Carpazi, nell'oblast' di Ivano-Frankivs'k. Piccole comunità si trovano anche nelle aree confinanti della Polonia e della Slovacchia.
I Bojko, al contrario di altre minoranze che vivono nella stessa zona, si identificano pienamente nell'identità ucraina; fino al XIX secolo, chiamavano sé stessi con il nome generico di russini.
La lingua parlata dai Bojko è una varietà della lingua rutena, molto influenzato dall'antico slavo ecclesiastico.
La maggioranza dei Bojko appartengono alla Chiesa greco-cattolica ucraina, con una piccola minoranza che aderisce alla Chiesa ortodossa ucraina. Tipiche sono le caratteristiche chiese in legno della cultura boiko.